# Vlag van Zeeland (provincie)
De vlag van Zeeland is ontworpen in 1948 en officieel door de Gedeputeerde Staten vastgesteld op 14 januari 1949, naar een ontwerp van het toenmalige lid van de Provinciale Staten van Zeeland, T.A.J.W. Schorer.

## Beschrijving
De vlag wordt in het besluit als volgt beschreven:
Een blauwe vlag, waarover drie gegolfde witte banen, ieder van een zevende der vlaghoogte en over alles heen in het midden, als hartschild, het gekroonde wapen van Zeeland.

## Symboliek
In het midden van de vlag staan het schild en de kroon van het Zeeuwse wapen afgebeeld. De vlag toont verder vier blauwe en drie witte golvende banen. De blauwe strepen moeten de golven voorstellen en symboliseren het constante gevecht met het water.

## Geschiedenis
In de ongeveer eerste vijftien jaar na de Tweede Wereldoorlog gingen de Nederlandse provincies eigen vlaggen aannemen. In Zeeland vroeg men zich af hoe de Zeeuwse vlag er uit moest gaan zien, waarbij vooral de vraag op kwam of de vlag moest lijken op de Nederlandse vlag of dat eerder de kleuren uit het Zeeuwse wapen moesten worden opgenomen. Ook twijfelde men of het verantwoord was om het wapen in de vlag te plaatsen, aangezien dit in Nederland weinig gebruikelijk is. Uiteindelijk zouden Gedeputeerde Staten kiezen voor een ontwerp van het toenmalige Statenlid Schorer. Aanvankelijk wilden de Statenleden een vlag van drie blauwe en drie witte banen. Schorer stelde dat een zevenbanige vlag evenwichtiger is en dat donkere randen aan de onder- en bovenkant beter afsteken tegen de lucht; daarom is de huidige vlag aangenomen.
De Zeeuwse vlag verwierf bekendheid door de Watersnood van 1953, die de strijd van de Zeeuwen tegen het water in het middelpunt van de wereldbelangstelling zette. De tegen het water opklimmende leeuw werd zo een symbool van strijd, lijden en internationale solidariteit.
Lodewijk van den Berg nam op 29 april 1985 de Zeeuwse vlag samen met de vlag van Axel mee de ruimte in.

## Vlaggen gebaseerd op de Zeeuwse vlag
De blauw-witte golvende banen in de vlag van de city Lewes in de Verenigde Staten zijn gebaseerd op de Zeeuwse vlag. Oorspronkelijk lag op de plaats waar tegenwoordig Lewes ligt de Nederlandse nederzetting Swaanendael.